# Živa Vidmar
Živa Vidmar, slovenska urednica, * 22. julij 1949, Ljubljana. 
Živa Vidmar je hči Josipa Vidmarja. Delala je kot urednica v Cankarjevi založbi (Velika slovenska kuharica), pred tem pa v slovenskem uredništvu Enciklopedije Jugoslavije.